# 大奧濟米納
49°28′24″N 23°23′5″E / 49.47333°N 23.38472°E
大奧濟米納（烏克蘭語：Велика Озимина），是烏克蘭西部的村莊，隸屬利維夫州的桑比爾區。該村面積3.53平方公里，海拔高度280米，2001年人口269，人口密度每平方公里76.31人。